# Font Freda (Perauba)
La Font Freda és una font del poble d'Herba-savina al municipi de Conca de Dalt, al Pallars Jussà. Antigament pertanyia a l'antic municipi d'Hortoneda de la Conca.
Està situada a 1.365 m d'altitud, a l'esquerra de la llau de Perauba, als peus i al sud-oest de la Torre de Perauba, a ponent de l'extrem meridional dels Rocs del Comeller i a llevant del Roc de Sant Cristòfol, en un fons de vall feréstec i de difícil accés.